# Scandale des matchs truqués en Bundesliga

Le scandale des matchs truqués (Der Bundesligaskandal) fait référence à la manipulation de matchs lors de la saison 1970-1971 du championnat d'Allemagne de football. Grâce à ces matchs arrangés, les Rot-Weiß Oberhausen et Arminia Bielefeld échappent à la relégation en deuxième division.

## Histoire
La manipulation des matchs est révélée lorsque le président du club des Kickers Offenbach, Horst-Gregorio Canellas, présente une cassette audio à des officiels de la fédération allemande de football (la DFB) et à quelques journalistes lors de la fête organisée pour son 50e anniversaire. Sur cette cassette, plusieurs joueurs se proposent pour manipuler le résultat de certains matchs afin d’aider Offenbach à ne pas descendre en deuxième division. Parmi ces joueurs on trouve deux internationaux allemands Bernd Patzke et Manfred Manglitz
Le responsable d’enquête au sein de la DFB, Hans Kindermann, trouve ensuite que d’autres matchs ont de la même manière été arrangés comme celui de FC Schalke 04 contre Arminia Bielefeld remporté le 17 avril 1971 1 à 0 par Bielefeld. En conséquence tous les joueurs de Schalke sont suspendus, certains indéfiniment. Plusieurs joueurs affirment alors leur innocence et prêtent serment publiquement. Il s’avère que ce serment était finalement complètement faux. Aujourd’hui encore, les rivaux du FC Schalke au sein de la vallée de la Rhur surnomment Schalke le FC Meineid soit le FC Parjure. 
Cinquante deux joueurs, deux entraîneurs et six dirigeants de clubs sont condamnés à la suite du scandale. Les clubs de Bielefeld et d’Offenbach voient leur licence fédérale révoquée.  Offenbach qui grâce aux matchs truqués avait sauvé sa place en Bunderliga est immédiatement relégué. Bielefeld de son côté a pu jouer la saison 1971-1972 avant d’être automatiquement relégué en division inférieure.

## Liste des matchs truqués
- 17 avril 1971: FC Schalke 04 – Arminia Bielefeld 0-1
- 5 mai 1971: 1. FC Köln – Rot-Weiss Essen 3-2
- 8 mai 1971 : Kickers Offenbach – Rot-Weiß Oberhausen 3-2
- 22 mai 1971: Köln – Oberhausen 2-4 et MSV Duisburg – Bielefeld 4-1
- 29 mai 1971: Bielefeld – VfB Stuttgart 1-0 et Offenbach – Eintracht Frankfurt 0-2
- 5 juin 1971 : Eintracht Braunschweig – Oberhausen 1-1* ; Hertha BSC – Bielefeld 0-1 et Köln – Offenbach 4-2

*Le match en lui-même n’a pas fait l’objet d’un accord, mais les joueurs de Braunschweig se sont vu proposer de l’argent pour gagner ce match par un autre club.

## Liste des personnalités suspendues

### Joueurs
- Hertha BSC : Tasso Wild, Bernd Patzke, Jürgen Rumor, Laszlo Gergely, Volkmar Groß, Peter Enders, Wolfgang Gayer, Arno Steffenhagen, Karl-Heinz Ferschl, Hans-Jürgen Sperlich, Franz Brungs, Jürgen Weber, Michael Kellner, Uwe Witt et Zoltán Varga.

- VfB Stuttgart : Hans Arnold, Hartmut Weiß et Hans Eisele.

- FC Schalke 04 : Klaus Fichtel, Hans-Jürgen Wittkamp, Rolf Rüssmann, Herbert Lütkebohmert, Manfred Pohlschmidt, Hans Pirkner, Jürgen Sobieray, Klaus Fischer, Reinhard Libuda, Dieter Burdenski, Klaus Senger, Jürgen Galbierz et Heinz van Haaren.

- Arminia Bielefeld : Waldemar Slomiany et Jürgen Neumann.

- MSV Duisburg : Volker Danner et Gerhard Kentschke.

- Eintracht Braunschweig : Lothar Ulsaß, Horst Wolter, Wolfgang Grzyb, Peter Kaack, Franz Merkhoffer, Bernd Gersdorff, Klaus Gerwien, Rainer Skrotzki, Eberhard Haun, Jaro Deppe, Dietmar Erler, Friedhelm Haebermann, Joachim Bäse, Michael Polywka et Burkhard Öller.

### Entraîneurs
Egon Piechaczek (Bielefeld) et Günter Brocker (Oberhausen)

### Dirigeants
Horst-Gregorio Canellas, Friedrich Mann, Fritz Koch, Waldemar Klein (tous d'Offenbach), Peter Maaßen (Oberhausen), et Wolfgang Holst (Hertha BSC).